# ارنست رنشا
 ارنست رنشا (انگلیسی: Ernest Renshaw؛ زاده ۳ ژانویهٔ ۱۸۶۱ – درگذشته ۲ سپتامبر ۱۸۹۹) یک تنیس‌باز اهل بریتانیا بود.